# Typhlonesticus silvestrii
Espèce
Synonymes
- Nesticus silvestrii Fage, 1929

Typhlonesticus silvestrii est une espèce d'araignées aranéomorphes de la famille des Nesticidae.

## Distribution
Cette espèce se rencontre aux États-Unis en Californie, en Oregon et au Washington et au Canada en Colombie-Britannique,,.

## Description
Le mâle holotype mesure 3 mm.

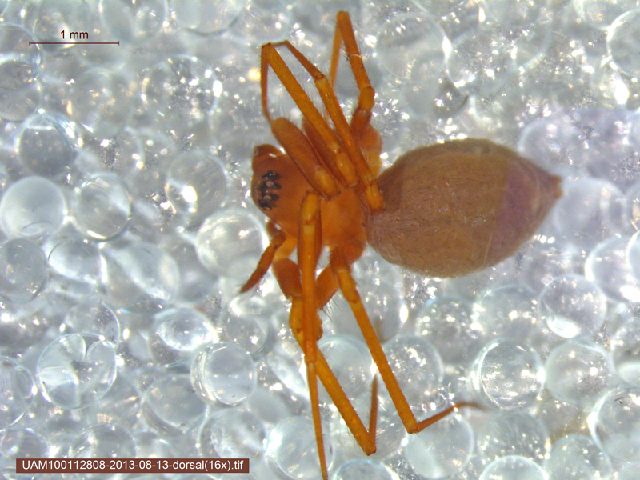
Typhlonesticus silvestrii ♀

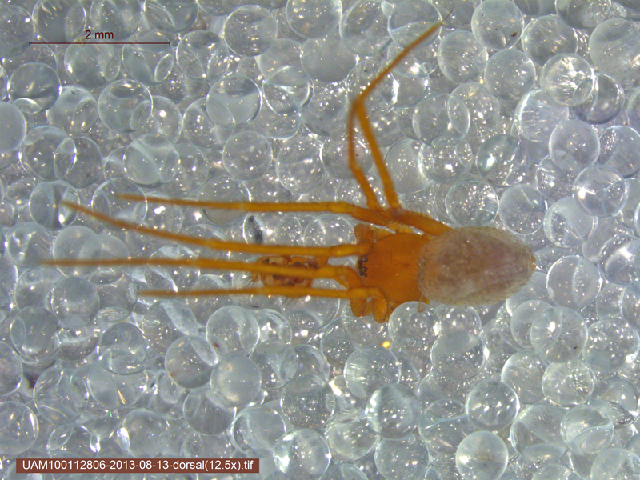
Typhlonesticus silvestrii ♂

Le mâle décrit par Gertsch en 1984 mesure 3,10 mm et la femelle 3,00 mm.

## Systématique et taxinomie
Cette espèce a été décrite sous le protonyme Nesticus silvestrii par Fage en 1929. Elle est placée dans le genre Typhlonesticus par Ribera et Dimitrov en 2023.

## Étymologie
Cette espèce est nommée en l'honneur de Filippo Silvestri.

## Publication originale
- Fage, 1929 : « Sur quelques Araignées des grottes de l'Amérique du Nord et de Cuba. » Bollettino del Laboratorio di Zoologia in Portici, vol. 22, p. 181-187.